# John Hadley
John Hadley   (Hertfordshire, 16 d'abril de 1682 - East Barnet, 14 de febrer de 1744) fou un matemàtic i astrònom anglès, germà del conegut meteoròleg George Hadley amb qui se l'ha confós en ocasions.
Hadley va fer dues aportacions importants a l'astronomia: la construcció del telescopi reflector i de l'octant.

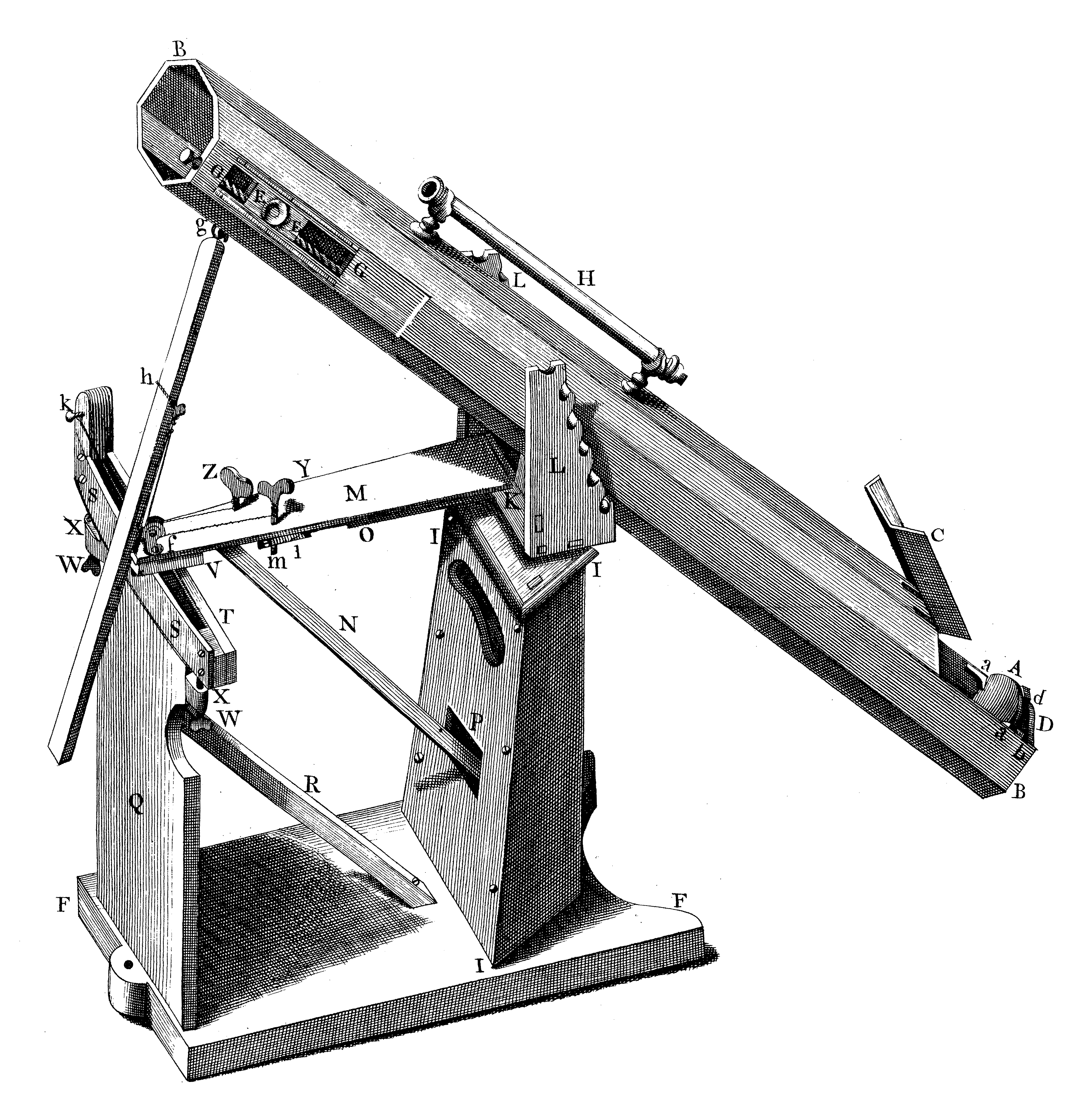
El telescopi reflector de Hadley, tal com es va publicar al número 376 de les Philosophical Transactions de 1723.

Basant-se en el disseny del petit telescopi reflector presentat per Newton a la Royal Society, va iniciar la tasca de polir-lo i construir un instrument de millor qualitat, a base de tempteigs va descobrir una manera de millorar l'esfericitat del mirall, ajudant així la font de llum auxiliar. Després de diversos intents prometedors va acabar el gener de 1721 el primer telescopi reflector capaç de competir amb els llargs refractors de l'època, que va presentar a la Royal Society per al seu examen: l'instrument, de 15 cm de diàmetre, tenia una qualitat molt superior a la dels millors telescopis de la institució. Enfrontat amb el gran telescopi aeri, de 37,5 metres de llargària, no només va demostrar ser molt més manejable (ja que amb prou feines mesurava 1,8 metres) sinó que la seva imatge era molt més pura. Aquests èxits van animar a James Short a fabricar telescopis reflectors de major diàmetre i qualitat.

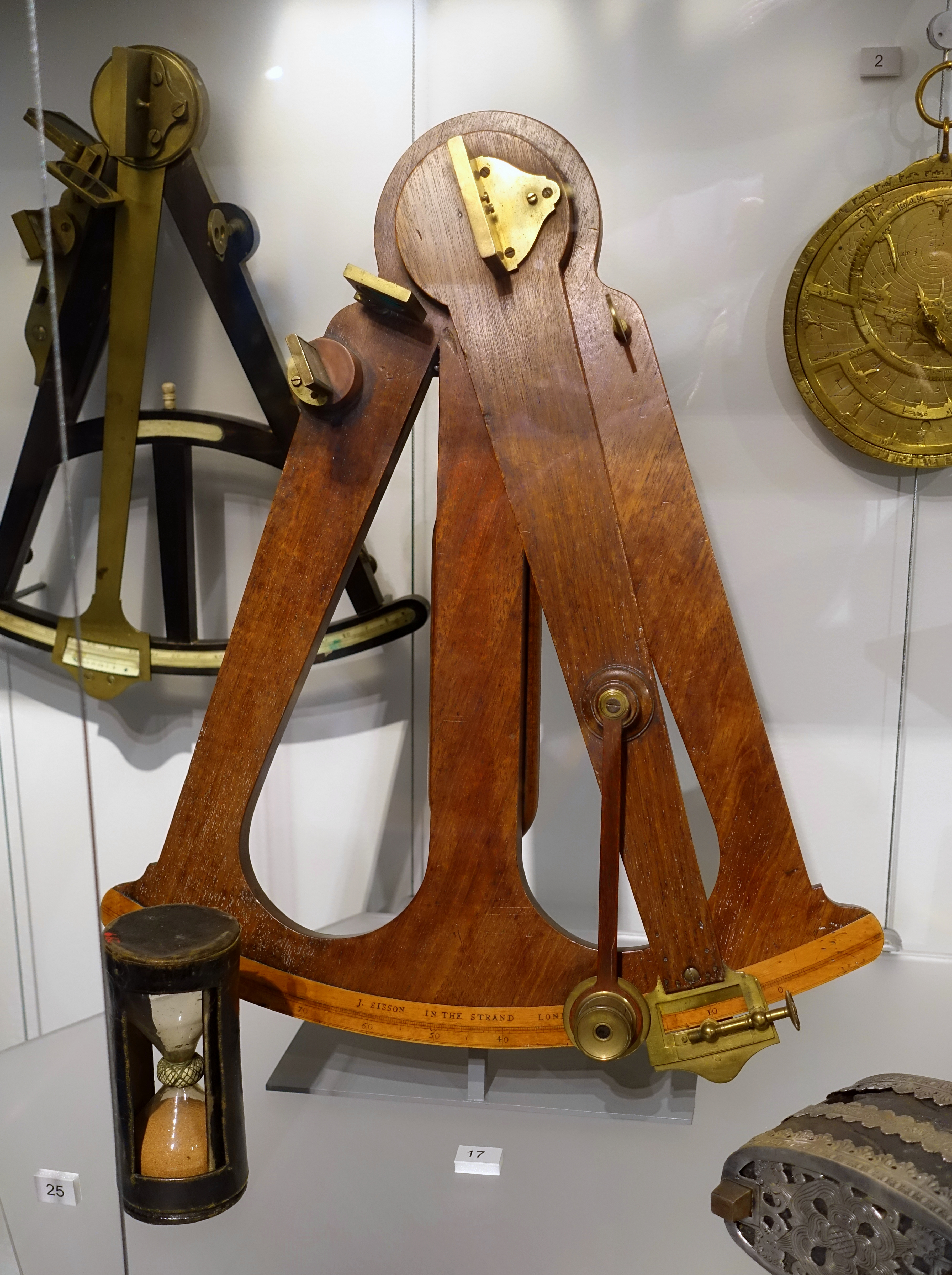
Octant de Hadley conservat a la universitat Harvard.

El 1730 va inventar l'octant (o quadrant de Hadley), aparell astronòmic per a ús nàutic, en honor d'aquest instrument Nicolas Louis de Lacaille va batejar amb el seu nom la Constel·lació de l'Octant el 1752. En el seu honor s'han batejat dos accidents a la superfície de la Lluna: el Mons Hadley (a la posició 26.5N 4.7E) i la Rima Hadley (25.0N 3.0E).